# Kevin Durant
Kevin Wayne Durant (født 29. september 1988) er en amerikansk basketballspiller, der spiller for Phoenix Suns i National Basketball Association (NBA). Kevin Durant blev i 2007 draftet som 2. pick i første runde fra hans college Texas til det daværende hold NBA hold Seattle SuperSonics. SuperSonics blev rykket fra Seattle til Oklahoma, og dermed blev holdet Thunder skabt med Kevin Durant som franchise spiller (spiller som holdet er bygget op omkring). Kevin Durant har haft enorm succes i NBA med 4 scorings titler, vundet Rookie Of The Year, 5 udtagelser som NBA All-Star, NBA Most Valuable Player og mange andre individuelle priser og hold titler. I free Agency 2016 skiftede Kevin Durant hold til Golden State Warriors, da han mente at det ville være en bedre mulighed for at vinde mesterskaber.
Efter at have vundet to "NBA Championships" samt to "Finals MVP Awards" med Golden State Warriors skiftede Kevin Durant i Free Agency 2019 til Brooklyn Nets, hvor han spillede på hold med bl.a. med Kyrie Irving. [kilde mangler]

## Landsholdskarriere
Durant har spillet på det amerikanske landshold i en længere periode. Han var således med til at blive verdensmester med holdet i 2010 i Tyrkiet.
Han var med på holdet til OL 2012 i London. Holdet vandt alle kampe i indledende runde, selvom kampen mod Litauen blev ganske tæt. I knockoutfasen blev det til sikre sejre over først Australien og derpå Argentina, inden finalen blev mere tæt mod Spanien, men amerikanerne vandt med 107-100 og genvandt dermed guldet, mens Spanien fik sølv og Rusland bronze.
Han var igen med på holdet til OL 2016 i Rio de Janeiro. Her var amerikanerne store favoritter, idet holdet ikke havde tabt en kamp i ti år og dobbelt forsvarende OL-mester. Holdet vandt da også sin indledende pulje, selv om det blev til tætte kampe mod både Serbien og Frankrig. I knockoutfasen blev det først en sikker sejr over Argentina, derpå en mere tæt sejr over Spanien, inden finalen blev et nyt møde med Serbien. Men i modsætning til i indledende runde vandt amerikanerne meget overbevisende med 95-66, så facit blev guld til USA, sølv til Serbien og bronze til Spanien.
Han var atter med på det amerikanske hold til OL 2020 i Tokyo (afholdt i 2021). Her bestod indledende runde for første gang af fire puljer à fire hold, og USA var knap så store favoritter, som de tidligere havde været. Holdet indledte med at tabe til Frankrig, men vandt de to øvrige kampe og var dermed klar til knockout-fasen. Holdet virkede til at blive stærkere, som turneringen skred frem, og det vandt kvartfinalen over Spanien, derpå semifinalen over Australien, inden de i finalen igen stod over for Frankrig. Kampen blev ret tæt, men i anden halvleg var det med USA i spidsen hele tiden, og holdet genvandt guldet med en sejr på 87-82, mens Frankrig fik sølv og Australien bronze efter sejr i kampen om tredjepladsen.